# Béatrice Altariba
Béatrice Altariba (* 18. Juni 1939 in Marseille) ist eine französische Schauspielerin.
Altariba, Großnichte des Dichters Paul Fort, arbeitete als Model und kam 17-jährig zum Film. Ihr damaliger Freund Darry Cowl sorgte für einige Hauptrollen in Filmen seiner Mitwirkung, zunächst in Anton, der Querschläger und vier weiteren. Altariba war meist schmückendes Beiwerk in Genrefilmen französischer und italienischer Produktion bis zu ihrem letzten Werk, dem 1968 erschienenen Western Friedhof ohne Kreuze. Anschließend zog sie sich ins Privatleben zurück. Zu Zeiten schrieb sie sich auch Beatrice Alta Riba.

## Filmografie (Auswahl)
- 1956: Die Wölfe (Pardonnez nos offenses)
- 1957: Anton, der Querschläger (Le triporteur)
- 1957: Die Elenden (Les misérables)
- 1957: Der Sarg kam per Post (Les violents)
- 1958: Sei schön und halt den Mund (Sois belle et tais-toi)
- 1958: Die Zeit der harten Eier (Le temps des œufs durs)
- 1960: Augen ohne Gesicht (Les yeux sans visage)
- 1961: Sie nannten ihn Rocca (Un nommé La Rocca)
- 1962: Lockende Unschuld (La voglia matta)
- 1962: Die sieben Schwerter der Rache (Le sette spade del vendicatore)
- 1966: Und die Frau erschuf die Liebe (Et la femme créa l'amour)
- 1968: Friedhof ohne Kreuze (Une corde, un colt)
- 1968: Caroline Chérie (Schön wie die Sünde) (Caroline Chérie)